# Международная гостиница и башня Трампа (Торонто)
Международная гостиница и башня Трампа (англ. Trump International Hotel and Tower) — многофункциональный небоскрёб, расположенный по адресу: 325 Бэй-стрит, Торонто, Онтарио, Канада. Имея архитектурную высоту 252 метра, занимает 7-ю строчку в списке самых высоких зданий города и такую же позицию в списке самых высоких зданий страны.

## Описание
Согласно первоначальному плану, здание должно было иметь 70 этажей, высоту — 325 метров, на крыше — 30-метровый иллюминированный титановый купол, а под землёй соединяться с подземной пешеходной системой PATH, однако по экономическим соображениям этим планам не суждено было сбыться. Данное «урезание» вызвало крупные споры застройщика с риэлторами.
В здании расположены 260—261 гостиничных номеров (этажи со 2-го по 31-й), 109—118 квартир-кондоминиумов (этажи с 32-го по 57-й), два ресторана, «суши-мартини» бар. На крыше находится оздоровительный клуб-спа площадью более 1670 м² с видом на озеро Онтарио.

Площади квартир начинаются от 53 м², высота потолков составляет 3,4—4 метра, стоимость таких апартаментов начинается от 967 000 канадских долларов. Квартира с двумя спальнями площадью 149 м² стоит уже 3,1 млн долларов. На каждом этаже расположено всего по 4—6 квартир. Постоянные жильцы и постояльцы гостиницы имеют возможность пользоваться разными входами в здание и лифтами. Гостиничные номера могут похвастаться телевизорами, встроенными в зеркала в ванных комнатах, и ежедневно обновляемой туалетной бумагой, на каждом листе которой напечатана заглавная Т — Трамп.
Основные параметры
- Строительство: октябрь 2007 — апрель 2012
- Высота: 277,1 м (верхняя точка, шпиль); 252,1 м (крыша); 236,5 м (потолок верхнего этажа)
- Стоимость строительства: 275 млн долл.
- Этажность: 57 надземных и 2 (по другим источникам — 5) подземных
- Лифтов: 6
- Архитектор: Эберхард Зейдлер[англ.] (Zeidler Roberts Partnership)
- Владелец: Организация Трампа
- Застройщик: Talon International Development Inc.

## История
В сентябре 2007 года был снесён торговый центр, и 12 октября того же года на его месте началось строительство нового небоскрёба. По первоначальному плану он должен был быть завершён осенью 2011 года, но по факту это случилось в начале 2012 года. 24 сентября 2011 года здание достигло своей максимальной расчётной высоты. 31 января 2012 года состоялось частичное открытие, а 16 апреля того же года — торжественное полное. В июле 2012 года был поставлен заключительный штрих: на крыше были установлены два авиационных предупреждающих огня повышенной мощности.
18 июля 2017 года с башни демонтировали слово Trump, так как Дональд Трамп лично не владеет небоскребом, лишь его компания им управляла. «Модернизация» была осуществлена по распоряжению консалтинговой компании JCF Capital, которая выкупила контракты по управлению гостиницей.

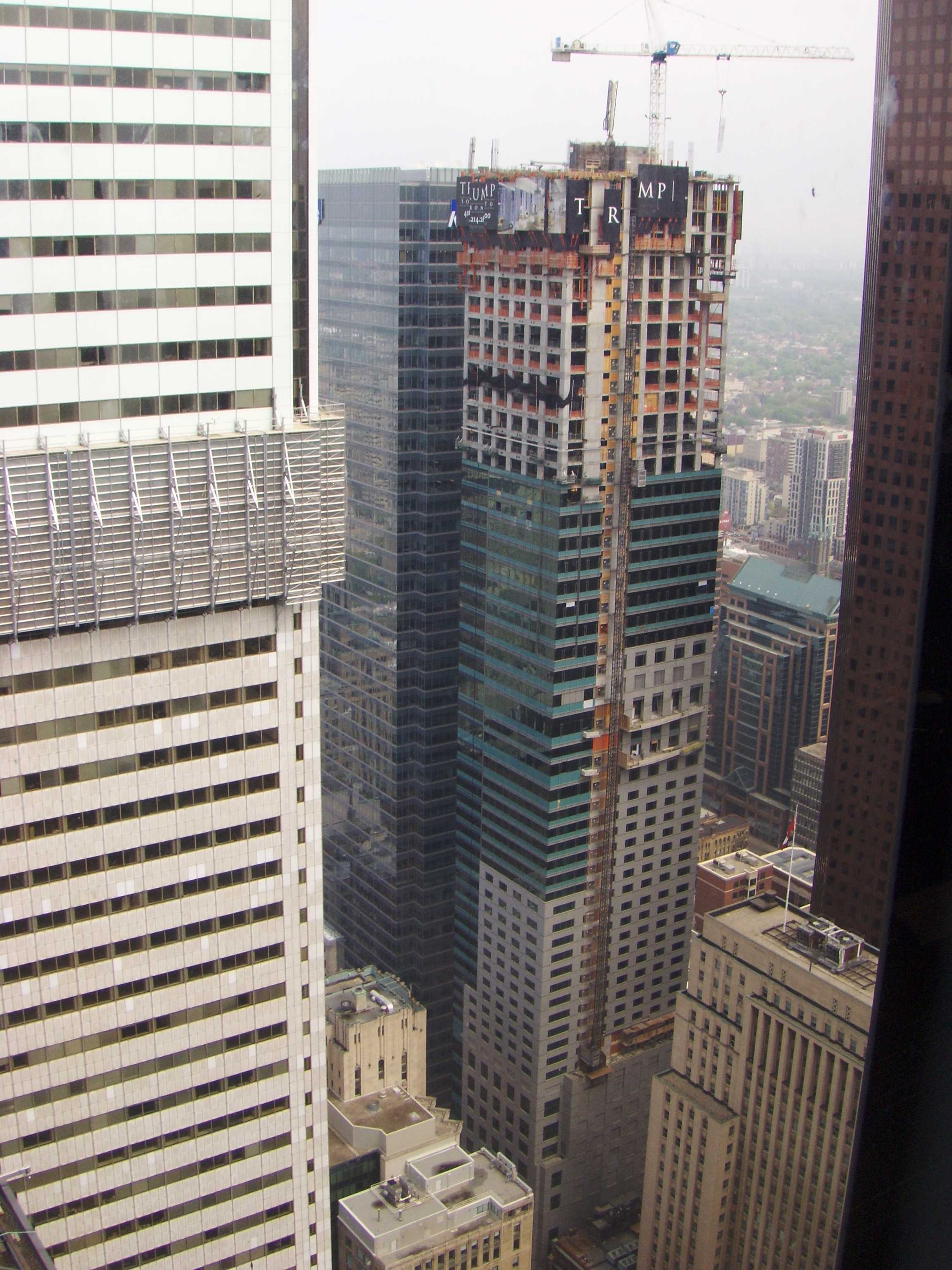
В процессе строительства, май 2011.
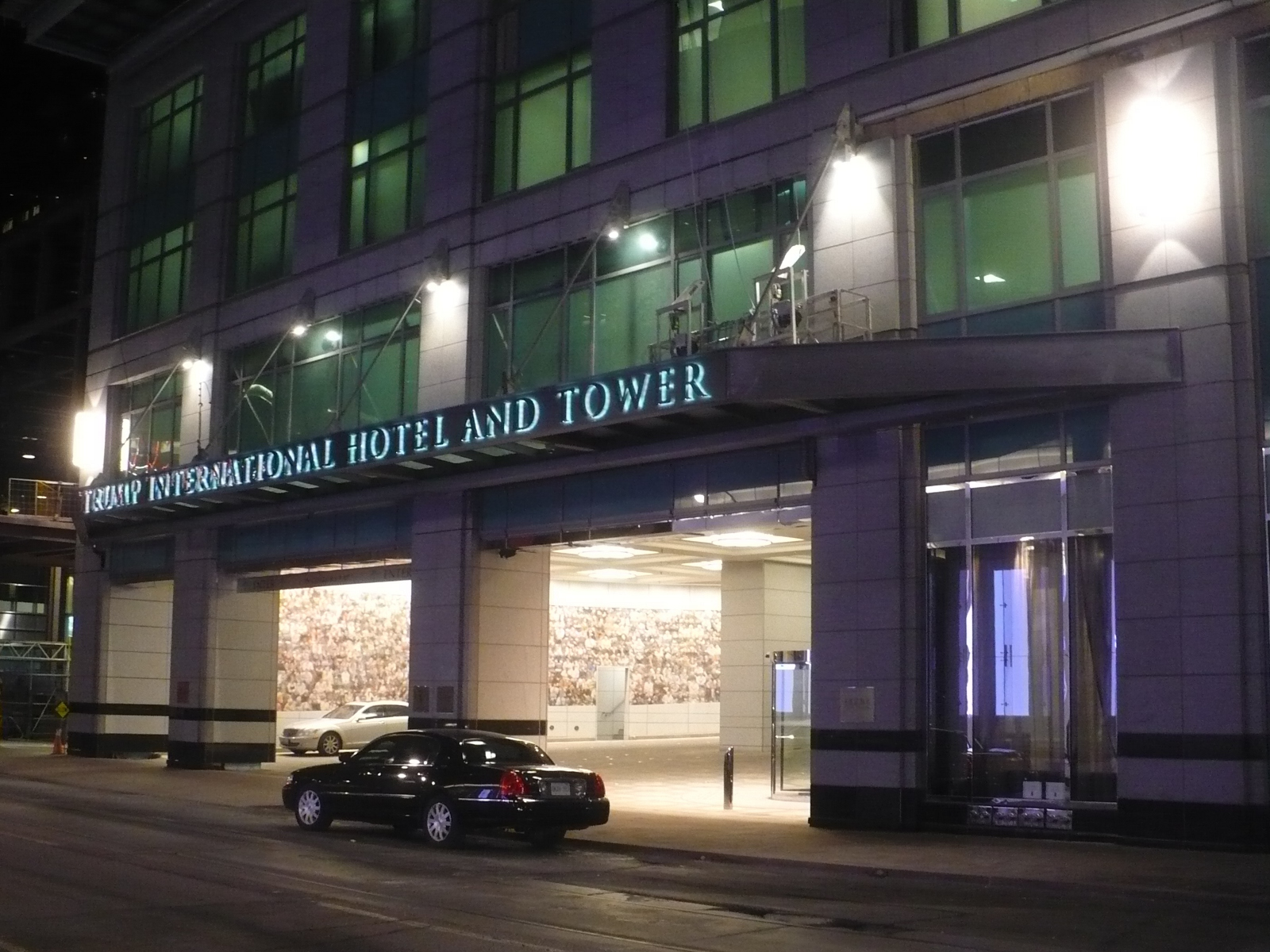
Главный вход